# باشگاه فوتبال پاری سن-ژرمن در فصل ۱۸–۲۰۱۷
در فصل ۱۸–۲۰۱۷ ، پاری سن-ژرمن ۴۵ اُمین فصل خود را سپری می کند که چهل و چهارمین حضور متوالی آنها در بالاترین سطح فوتبال فرانسه (لوشامپیونه) است. در این فصل تیم پاری سن ژرمن رکورد نقل و انتقالات جهان فوتبال را با خرید نیمار با مبلغ ۲۲۲ میلیون یورو ثبت کردند. 

## بازیکنان
طبق قوانین، تیم های فرانسوی قادر به داشتن تنها چهار بازیکن بدون تابعیت اتحادیه اروپا هستند. بنابراین، لیست تیم ها فقط ملیت اصلی هر بازیکن را شامل می شود. 

#### فهرست بازیکنان
بروزرسانی در ۳۱ ژانویه ۲۰۱۸ 
| شماره |  | پست       | بازیکن                |
| ----- |  | --------- | --------------------- |
| ۱     |  | دروازه‌بان | کوین تراپ             |
| ۲     |  | مدافع     | تیاگو سیلوا (captain) |
| ۳     |  | مدافع     | پرسنل کیمپمبه         |
| ۵     |  | مدافع     | مارکینیوس             |
| ۶     |  | هافبک     | مارکو وراتی           |
| ۸     |  | هافبک     | تیاگو موتا            |
| ۹     |  | مهاجم     | ادینسون کاوانی        |
| ۱۰    |  | مهاجم     | نیمار                 |
| ۱۱    |  | هافبک     | آنخل دی ماریا         |
| ۱۲    |  | مدافع     | توماس مونیه           |
| ۱۶    |  | دروازه‌بان | آلفونس آرئولا         |
| ۱۷    |  | مدافع     | یوری برچیچه           |

| شماره |  | پست       | بازیکن                          |
| ----- |  | --------- | ------------------------------- |
| ۱۸    |  | هافبک     | جووانی لو سلسو                  |
| ۱۹    |  | هافبک     | لاسانا دیارا                    |
| ۲۰    |  | مدافع     | لوین کروزوا                     |
| ۲۱    |  | مهاجم     | حاتم بن عرفا                    |
| ۲۳    |  | هافبک     | یولیان دراکسلر                  |
| ۲۴    |  | هافبک     | کریستوفر ان کونکو               |
| ۲۵    |  | هافبک     | آدرین رابیوت                    |
| ۲۷    |  | هافبک     | خاویر پاستوره                   |
| ۲۹    |  | مهاجم     | کیلیان ام باپه (قرضی از موناکو) |
| ۳۲    |  | مدافع     | دنی آلوز                        |
| ۴۰    |  | دروازه‌بان | سباستین سیبوا                   |

## نقل و انتقالات

#### ورودی
| پست | بازیکن         | باشگاه قبلی  | هزینه انتقال    | روز پیوستن     |
| --- | -------------- | ------------ | --------------- | -------------- |
| DF  | یوری برچیچه    | رئال سوسيداد | ۱۶ میلیون یورو  | ۷ ژوئیه ۲۰۱۷   |
| DF  | دنی آلوز       | یوونتوس      | —               | ۱۲ ژوئیه ۲۰۱۸  |
| FW  | نیمار          | بارسلونا     | ۲۲۲ میلیون یورو | ۳ اوت ۲۰۱۸     |
| FW  | کیلیان ام باپه | موناکو       | قرضی            | ۳۱ اوت ۲۰۱۷    |
| MF  | لاسانا دیارا   | —            | —               | ۲۳ ژانویه ۲۰۱۸ |

#### خروجی
| پست | بازیکن           | باشگاه بعدی        | هزینه انتقال   | روز جدا شدن    |
| --- | ---------------- | ------------------ | -------------- | -------------- |
| DF  | ماکسول           | بازنشسته           |                | ۱ ژوئیه ۲۰۱۷   |
| FW  | ژان-کوین آگوستین | لایپزیش            | ۱۳ میلیون یورو | ۶ ژوئیه ۲۰۱۷   |
| MF  | بلز ماتویدی      | یوونتوس            | ۲۰ میلیون یورو | ۱۸ اوت ۲۰۱۷    |
| DF  | سرژ اوریه        | تاتنهام هاتسپر     | ۲۳ میلیون یورو | ۳۱ اوت ۲۰۱۷    |
| MF  | گژگوش کریخوویاک  | وست برومویچ آلبیون | قرضی           | ۳۱ اوت ۲۰۱۷    |
| FW  | اودسون ادوار     | سلتیک              | قرضی           | ۳۱ اوت ۲۰۱۷    |
| FW  | گونسالو گوئدس    | والنسیا            | قرضی           | ۲ سپتامبر ۲۰۱۷ |
| GK  | رمی دسکامپ       | اف سی تور          | قرضی           | ۲ ژانویه ۲۰۱۸  |
| DF  | الک جورجن        | آزد آلکمار         | قرضی           | ۳۱ ژانویه ۲۰۱۸ |
| FW  | لوکاس مورا       | تاتنهام هاتسپر     | ۲۸ میلیون یورو | ۳۱ ژانویه ۲۰۱۸ |

## پیش فصل و دوستانه
| ۱۴ ژوئیه ۲۰۱۷ دوستانه | پاری سن ژرمن  | ۱ – ۱ | پاریس FC   | سن-ژرمن-آن-له        |
| ۱۱:۰۰ یوتی‌سی ۲:۰۰+    | پاستوره ۵۹' · |       | سیسه ۸۰' · | ورزشگاه: کمپ ده لوگز |

#### جام بین المللی قهرمانان
| ۱۹ ژوئیه ۲۰۱۷ ICC 1                 | آ اس رم             | ۱ – ۱ (و.ا.) (۳ – ۵ پنالتی)                     | پاری سن ژرمن                     | دیترویت، ایالات متحده                                                  |
| ۲۰:۰۰ یوتی‌سی ۴:۰۰+                  | صدیق ۶۰' · سک '۸۸ · | گزارش                                           | رابیوت '۱۸ · مارکینیوس ۳۶' '۶۲ · | ورزشگاه: کاماریا پارک تماشاگران: ۳۶,۲۸۹ داور: کریس پنسو (ایالات متحده) |
|                                     | ضربات پنالتی        |                                                 |                                  |                                                                        |
| - پرس - ناینگولان - ژرسون - ده روسی |                     | - مورا - ان کونکو - کالگاری - ادوار - مارکینیوس |                                  |                                                                        |

| ۲۲ ژوئیه ۲۰۱۷ ICC 2 | پاری سن ژرمن                                       | ۲ – ۴ | تاتنهام هاتسپر                                                      | اورلاندو، ایالات متحده                                                       |
| ۲۰:۰۰ یوتی‌سی ۴:۰۰+  | کاوانی ۶' · پاستوره ۳۶' · تراپ '۴۶ · رودریگز '۵۹ · | گزارش | اریکسن ۱۱' · دایر ۱۸' · الدروایرلد '۷۰ ۸۲' · هری کین ۸۸' (پنالتی) · | ورزشگاه: ورزشگاه کمپینگ ورلد تماشاگران: ۳۳,۳۲۲ داور: تد اونکل (ایالات متحده) |

| ۲۶ ژوئیه ۲۰۱۷ ICC 3 | پاری سن ژرمن                                     | ۲ – ۳ | یوونتوس                                                  | میامی، ایالات متحده                                                       |
| ۲۰:۳۰ یوتی‌سی ۴:۰۰+  | وراتی '۲۹ · گوئدس ۵۳' · آلوز '۶۰ · پاستوره ۸۰' · | گزارش | بنتنکور '۲۳ · هیگواین ۴۵' · مارکیزیو ۶۲'، ۸۹' (پنالتی) · | ورزشگاه: ورزشگاه هارد راک تماشاگران: ۴۴,۴۴۴ داور: تد اونکل (ایالات متحده) |

## مسابقات

#### عملکرد کلی
| رقابت              | اولین بازی      | آخرین بازی    | شروع دور         | جایگاه نهایی  | آمار | آمار | آمار | آمار | آمار | آمار | آمار | آمار  |
| رقابت              | اولین بازی      | آخرین بازی    | شروع دور         | جایگاه نهایی  | بازی | ب    | ت    | ش    | گ‌ز   | گ‌خ   | ت‌گ   | % برد |
| ------------------ | --------------- | ------------- | ---------------- | ------------- | ---- | ---- | ---- | ---- | ---- | ---- | ---- | ----- |
| لوشامپیونه         | ۵ اوت ۲۰۱۷      | ۱۹ مه ۲۰۱۸    | هفته اول         | قهرمان        | ۳۸   | ۲۹   | ۶    | ۳    | ۱۰۸  | ۲۹   | ۷۹+  | ۰۷۶   |
| جام حذفی           | ۷ ژانویه ۲۰۱۸   | ۸ مه ۲۰۱۸     | دور سی و دوم     | قهرمان        | ۶    | ۶    | ۰    | ۰    | ۲۲   | ۵    | ۱۷+  | ۱۰۰   |
| جام اتحادیه        | ۱۳ دسامبر ۲۰۱۷  | ۳۱ مارس ۲۰۱۸  | یک شانزدهم نهایی | قهرمان        | ۴    | ۴    | ۰    | ۰    | ۱۲   | ۴    | ۸+   | ۱۰۰   |
| سوپر کاپ           | ۲۹ ژوئیه ۲۰۱۷   | ۲۹ ژوئیه ۲۰۱۷ | فینال            | قهرمان        | ۱    | ۱    | ۰    | ۰    | ۲    | ۱    | ۱+   | ۱۰۰   |
| لیگ قهرمانان اروپا | ۱۲ سپتامبر ۲۰۱۷ | ۶ مارس ۲۰۱۸   | مرحله گروهی      | یک هشتم نهایی | ۸    | ۵    | ۰    | ۳    | ۲۷   | ۹    | ۱۸+  | ۰۶۳   |
| مجموع              | مجموع           | مجموع         | مجموع            | مجموع         | ۵۷   | ۴۵   | ۶    | ۶    | ۱۷۱  | ۴۸   | ۱۲۳+ | ۰۷۹   |

آخرین به‌روزرسانی در: ۱۹ مه ۲۰۱۸.

منبع: رقابت‌ها

### سوپر کاپ فرانسه
| ۲۹ ژوئیه ۲۰۱۷ فینال | موناکو                                    | ۱ – ۲ | پاری سن ژرمن                        | طنجه، مراکش                                                                      |
| ۲۰:۰۰ یوتی‌سی ۱:۰۰+  | سیدبیه ۳۰' '۴۹ · گلیک '۵۱ · فابینیو '۸۲ · | گزارش | آلوز ۵۱' · رابیوت ۶۳' · وراتی '۸۲ · | ورزشگاه: Grand Stade de Tanger تماشاگران: ۴۳،۷۶۱ داور: نور الدین الجعفری (مراکش) |

### لیگ ۱

#### جایگاه در جدول
| رتبه | تیم          | بازی | برد | تساوی | باخت | گل‌ز | گل‌خ | ت‌گل | امتیاز | دستاورد                             |
| ---- | ------------ | ---- | --- | ----- | ---- | --- | --- | --- | ------ | ----------------------------------- |
| ۱.   | پاری سن ژرمن | ۳۸   | ۲۹  | ۶     | ۳    | ۱۰۸ | ۲۹  | ۷۹+ | ۹۳     | قهرمان و حضور در لیگ قهرمانان اروپا |
| ۲.   | موناکو       | ۳۸   | ۲۴  | ۸     | ۶    | ۸۵  | ۴۵  | ۴۰+ | ۸۰     | لیگ قهرمانان اروپا                  |
| ۳.   | المپیک لیون  | ۳۸   | ۲۳  | ۹     | ۶    | ۸۷  | ۴۳  | ۴۴+ | ۷۸     | لیگ قهرمانان اروپا                  |
| ۴.   | المپیک مارسی | ۳۸   | ۲۲  | ۱۰    | ۵    | ۸۰  | ۴۷  | ۳۳+ | ۷۷     | لیگ اروپا                           |
| ۵.   | رن           | ۳۸   | ۱۶  | ۱۰    | ۱۲   | ۵۰  | ۴۴  | ۶+  | ۵۸     | لیگ اروپا                           |

#### روند هفته به هفته
| هفته  | ۱ | ۲ | ۳ | ۴ | ۵ | ۶ | ۷ | ۸ | ۹ | ۱۰ | ۱۱ | ۱۲ | ۱۳ | ۱۴ | ۱۵ | ۱۶ | ۱۷ | ۱۸ | ۱۹ | ۲۰ | ۲۱ | ۲۲ | ۲۳ | ۲۴ | ۲۵ | ۲۶ | ۲۷ | ۲۸ | ۲۹ | ۳۰ | ۳۱ | ۳۲ | ۳۳ | ۳۴ | ۳۵ | ۳۶ | ۳۷ | ۳۸ |
| ----- | - | - | - | - | - | - | - | - | - | -- | -- | -- | -- | -- | -- | -- | -- | -- | -- | -- | -- | -- | -- | -- | -- | -- | -- | -- | -- | -- | -- | -- | -- | -- | -- | -- | -- | -- |
| زمین  | خ | م | خ | خ | م | خ | م | خ | م | م  | خ  | م  | خ  | م  | خ  | م  | خ  | م  | خ  | م  | خ  | م  | خ  | م  | م  | خ  | خ  | م  | خ  | خ  | م  | م  | خ  | م  | خ  | م  | خ  | م  |
| نتیجه | پ | پ | پ | پ | پ | پ | ت | پ | پ | ت  | پ  | پ  | پ  | پ  | پ  | ش  | پ  | پ  | پ  | پ  | پ  | ش  | پ  | پ  | پ  | پ  | پ  | پ  | پ  | پ  | پ  | ت  | پ  | پ  | ت  | ت  | ش  | ت  |
| وضعیت | ۵ | ۲ | ۱ | ۱ | ۱ | ۱ | ۱ | ۱ | ۱ | ۱  | ۱  | ۱  | ۱  | ۱  | ۱  | ۱  | ۱  | ۱  | ۱  | ۱  | ۱  | ۱  | ۱  | ۱  | ۱  | ۱  | ۱  | ۱  | ۱  | ۱  | ۱  | ۱  | ۱  | ۱  | ۱  | ۱  | ۱  | ۱  |

آخرین بروزرسانی: ۱۹ مه ۲۰۱۸.
منبع: https://en.m.wikipedia.org/wiki/2017%E2%80%9318_Paris_Saint-Germain_F.C._season#Matches

زمین: م = مهمان، خ = خانه. نتیجه: ت = تساوی، ش = شکست، پ = پیروزی.

#### جزئیات بازی ها
| ۵ اوت ۲۰۱۷ ۱       | پاری سن ژرمن               | ۲ – ۰ | آمیان      | پاریس                                                              |
| ۱۷:۱۵ یوتی‌سی ۲:۰۰+ | کاوانی ۴۲' · پاستوره ۸۱' · | گزارش | فوفانا '۶۹ | ورزشگاه: ورزشگاه پارک ده پرنس تماشاگران: ۴۶,۹۸۹ داور: میکائیل لساز |

| ۱۳ اوت ۲۰۱۷ ۲      | گنگام                | ۰ – ۳ | پاری سن ژرمن                                                          | گنگام                                                        |
| ۲۱:۰۰ یوتی‌سی ۴:۰۰+ | ایکوکو '۱۱ لوکاس '۷۷ | گزارش | موتا '۳۲ · ایکوکو ۱۱' (گل‌به‌خودی) · کاوانی ۶۲' · وراتی '۶۷ · نیمار ۸۲' | ورزشگاه: ورزشگاه رودورو تماشاگران: ۱۸,۳۷۸ داور: آنتونی گوتیه |

| ۲۰ اوت ۲۰۱۷ ۳      | پاری سن ژرمن                                                                            | ۶ – ۲ | تولوز                                                                         | پاریس                                                            |
| ۲۱:۰۰ یوتی‌سی ۲:۰۰+ | نیمار ۳۱'، ۲+۹۰' · رابیوت ۳۵' · وراتی '۳۷ '۶۹ · کاوانی ۷۵' · پاستوره ۸۲' · کروزوا ۸۴' · | گزارش | گریدل ۱۸' · دیوپ '۵۴ · بلن '۶۸ · سیلوا ۷۸' (گل‌به‌خودی) · میشلن '۸۱ · ژان '۹۰ · | ورزشگاه: ورزشگاه پارک ده پرنس تماشاگران: ۴۷,۲۲۱ داور: عموری دلرو |

| ۲۵ اوت ۲۰۱۷ ۴      | پاری سن ژرمن                                                      | ۳ – ۰ | سنت اتین                    | پاریس                                                             |
| ۲۰:۴۰ یوتی‌سی ۲:۰۰+ | کاوانی ۲۰' (پنالتی)، ۸۹' · مونیه '۳۰ · کیمپمبه '۱+۴۵ · موتا ۵۱' · | گزارش | جانکو '۱۹ کوین '۵۰ طنان '۸۷ | ورزشگاه: ورزشگاه پارک ده پرنس تماشاگران: ۴۶,۹۵۷ داور: کلمن تورپین |

| ۸ سپتامبر ۲۰۱۷ ۵   | متس                          | ۱ – ۵ | پاری سن ژرمن                                                         | متز                                                                 |
| ۲۰:۴۵ یوتی‌سی ۲:۰۰+ | ریوییر ۳۷' · آسو-اکوتو '۵۵ · | گزارش | کاوانی ۳۱'، ۷۵' · دراکسلر '۴۱ · ام باپه ۵۹' · نیمار ۶۹' · مورا ۸۸' · | ورزشگاه: ورزشگاه سنت سیمفورین تماشاگران: ۲۵,۰۱۵ داور: سباستین دسیاژ |

| ۱۷ سپتامبر ۲۰۱۷ ۶  | پاری سن ژرمن                                                                                 | ۲ – ۰ | المپیک لیون       | پاریس                                                           |
| ۲۱:۰۰ یوتی‌سی ۲:۰۰+ | موتا '۴۵ · مارسلو ۷۵' (گل‌به‌خودی) · نیمار '۷۶ · کاوانی ۷۹ · سیلوا '۸۱ · مورل ۸۶' (گل‌به‌خودی) · | گزارش | فکیر '۵۵ مندی '۷۹ | ورزشگاه: ورزشگاه پارک ده پرنس تماشاگران: ۴۷,۱۹۱ داور: رودی بوکت |

| ۲۳ سپتامبر ۲۰۱۷ ۷  | مونپلیه            | ۰ – ۰ | پاری سن ژرمن           | مون‌پلیه                                                                |
| ۲۱:۰۰ یوتی‌سی ۲:۰۰+ | نینگا '۳۱ مندس '۴۱ | گزارش | مارکینیوس '۱۲ مورا '۷۵ | ورزشگاه: ورزشگاه استاد دو لا موسون تماشاگران: ۲۰,۹۷۵ داور: کلمن تورپین |

| ۳۰ سپتامبر ۲۰۱۷ ۸  | پاری سن ژرمن                                                                        | ۶ – ۲ | بوردو                                                  | پاریس                                                                |
| ۱۷:۰۰ یوتی‌سی ۲:۰۰+ | نیمار ۵'، ۴۰' (پنالتی) · کاوانی ۱۲' · مونیه ۲۱' '۱+۴۵ · دراکسلر ۴۵' · ام باپه ۵۸' · | گزارش | سانخاره ۳۱' '۶۴ · یوانوویچ '۳۹ · مالکوم ۹۰' (پنالتی) · | ورزشگاه: ورزشگاه پارک ده پرنس تماشاگران: ۴۷,۵۳۷ داور: فرانسوا لکتسیر |

### لیگ قهرمانان اروپا

#### مرحله گروهی
| ۱۲ سپتامبر ۲۰۱۷ ۱  | سلتیک                    | ۰ – ۵ | پاری سن ژرمن                                                                     | گلاسکو، اسکاتلند                                                            |
| ۲۰:۴۵ یوتی‌سی ۲:۰۰+ | شیمونویچ '۳۹ رالستون '۵۳ | گزارش | نیمار ۱۹' '۷۶ · ام باپه ۳۴' · کاوانی ۴۰' (پنالتی)، ۸۵' · لوستیگ ۸۳' (گل‌به‌خودی) · | ورزشگاه: ورزشگاه سلتیک پارک تماشاگران: ۵۷,۵۶۲ داور: دنیله اورساتو (ایتالیا) |

|  | پاری سن ژرمن | v     | بایرن مونیخ |  |
|  |              | گزارش |             |  |

|  | {{{تیم۱}}} | v | {{{تیم۲}}} |  |

|  | {{{تیم۱}}} | v | {{{تیم۲}}} |  |

|  | {{{تیم۱}}} | v | {{{تیم۲}}} |  |

|  | بایرن مونیخ | v     | پاری سن ژرمن |  |
|  |             | گزارش |              |  |

| رتبه | تیم          | بازی | ب | م | ش | گ‌ز | گ‌خ | ت   | ام    | راه‌یابی             |
| ---- | ------------ | ---- | - | - | - | -- | -- | --- | ----- | ------------------- |
| ۱    | پاری سن ژرمن | ۶    | ۵ | ۰ | ۱ | ۲۵ | ۴  | ۲۱+ | ۱۵[ا] | صعود به مرحله حذفی  |
| ۲    | بایرن مونیخ  | ۶    | ۵ | ۰ | ۱ | ۱۳ | ۶  | ۷+  | ۱۵[ا] | صعود به مرحله حذفی  |
| ۳    | سلتیک        | ۶    | ۱ | ۰ | ۵ | ۵  | ۱۸ | ۱۳- | ۳[ب]  | انتقال به لیگ اروپا |
| ۴    | اندرلخت      | ۶    | ۱ | ۰ | ۵ | ۲  | ۱۷ | ۱۵- | ۳[ب]  |                     |

| پاریس | بایرن | سلتیک | اندرلخت |
| ----- | ----- | ----- | ------- |
| —     | ۳–۰   | ۷–۱   | ۵–۰     |
| ۳–۱   | —     | ۳–۰   | ۳–۰     |
| ۰–۵   | ۱–۲   | —     | ۰–۱     |
| ۰–۴   | ۱–۲   | ۰–۳   | —       |

یادداشت‌ها:
1. ^ ا. نتایج مسابقات رو در رو: پاری سن ژرمن ۳–۰ بایرن مونیخ، بایرن مونیخ ۳–۱ پاری سن ژرمن.
2. ^ ب. نتایج مسابقات رو در رو: اندرلخت ۳–۰ سلتیک، سلتیک ۳–۱ اندرلخت.

#### مرحله حذفی
|  | {{{تیم۱}}} | v | {{{تیم۲}}} |  |

|  | {{{تیم۱}}} | v | {{{تیم۲}}} |  |